# Calicalicus
Calicalicus é um género de ave da família Vangidae.
Este género contém as seguintes espécies:
- Calicalicus madagascariensis
- Calicalicus rufocarpalis